# Lophorrhina bidenticornis
Lophorrhina bidenticornis är en skalbaggsart som beskrevs av Allard 1985. Lophorrhina bidenticornis ingår i släktet Lophorrhina och familjen Cetoniidae. Inga underarter finns listade i Catalogue of Life.